# Mobaye
Mobaye er en by med en befolkning på 7.176 (folketælling fra 2003) der ligger  i præfekturet Basse-Kotto i Den Centralafrikanske Republik.  Byen  ligger ved grænsen til Demokratiske Republik Congo, ved  Ubangifloden.

## Historie
Den 8. februar 2013 blev Mobaye erobret af Séléka-oprørere. I september 2019 var Mobaye angiveligt under fælles kontrol af Anti-balaka og Unionen for Fred i Den Centralafrikanske Republik. Den 4. maj 2021 blev Mobaye generobret af regeringsstyrker.

## Trafik
Die Route Nationale 9 forbinder Mobaye med Kongbo, das wiederum an der Route Nationale 2 ligger. Denne strækker sig fra hovedstaden Bangui langs den sydlige grænse af Den Centralafrikanske Republik til den yderste sydøst og grænsen til Sydsudan. Omkring 10 kilometer nordvest for byen ligger Flyveplads Mobaye, men der er ikke  regelmæssige flyvninger der fra.